# Hàn the ba hoa
Hàn the ba hoa hay thóc lép ba hoa, tràng quả ba hoa (danh pháp: Desmodium triflorum) là loài thực vật thuộc họ Fabaceae.

## Hình ảnh

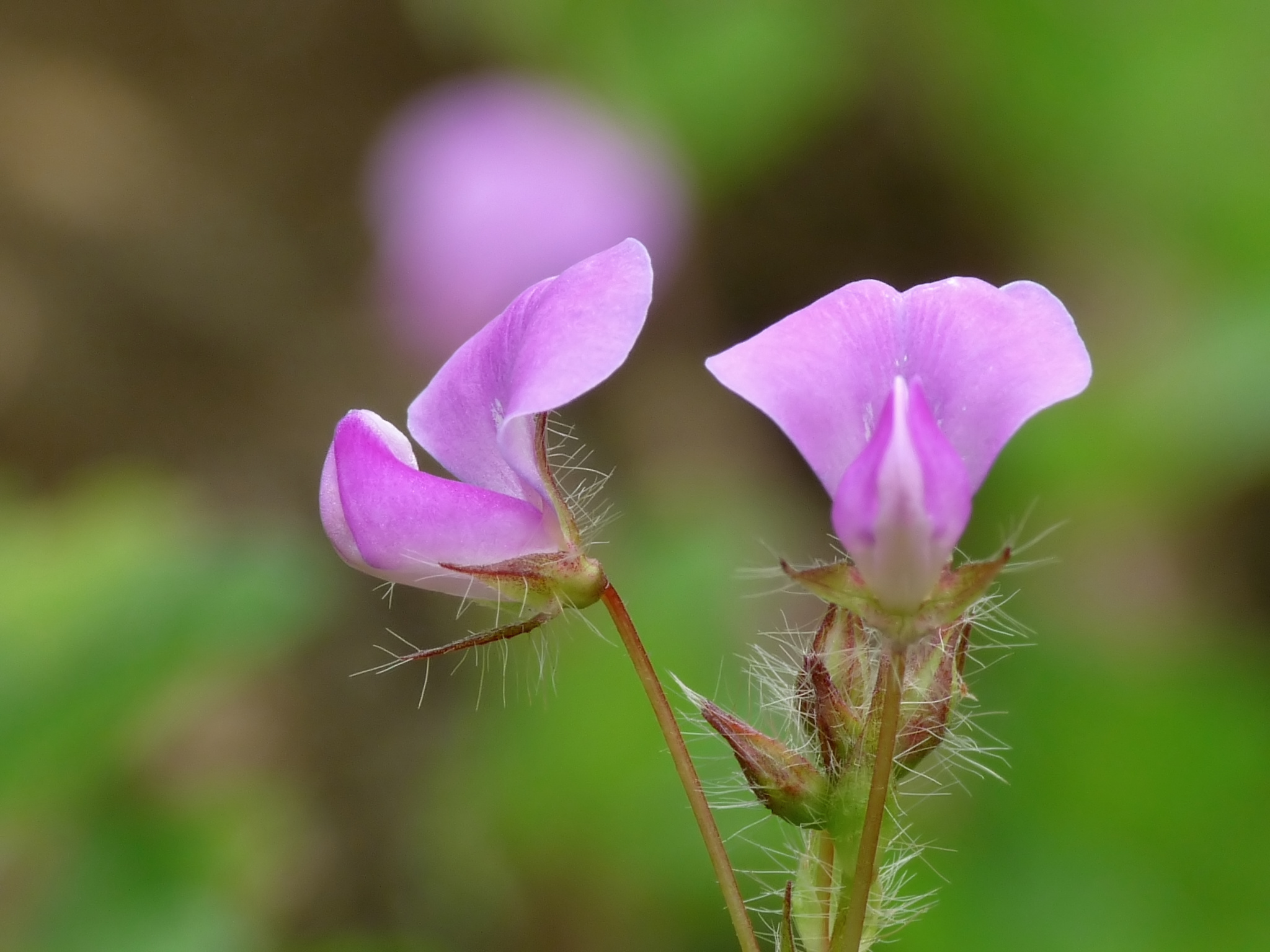
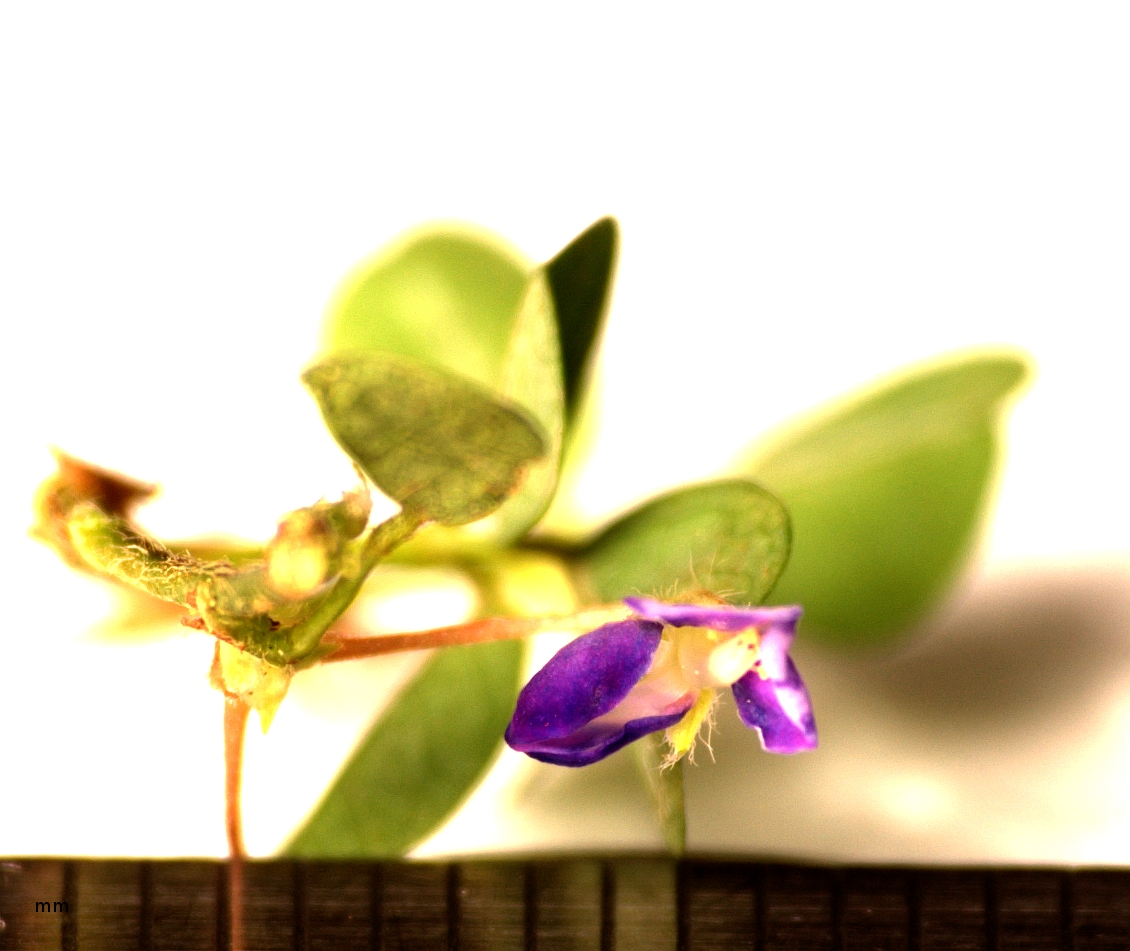
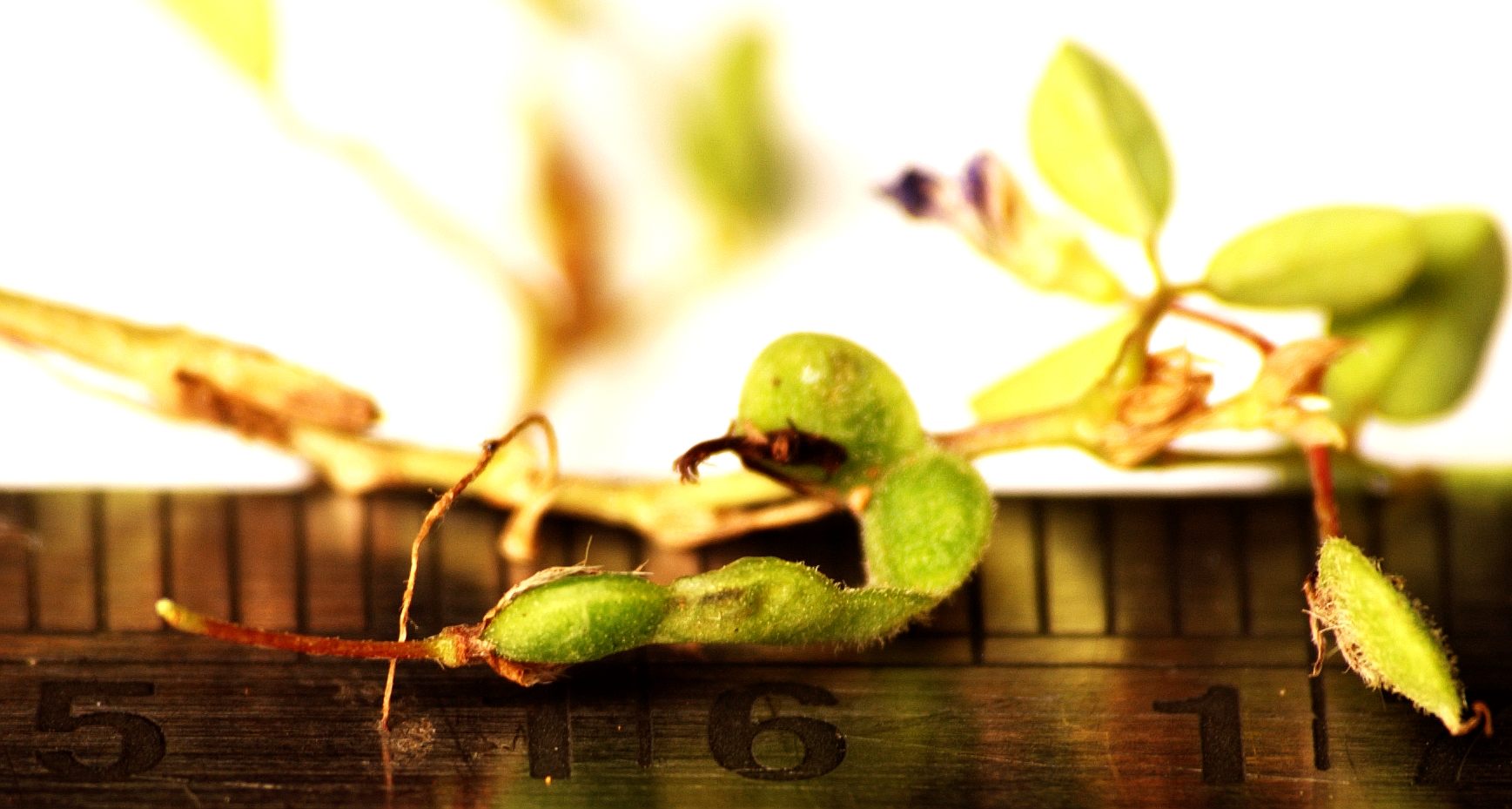
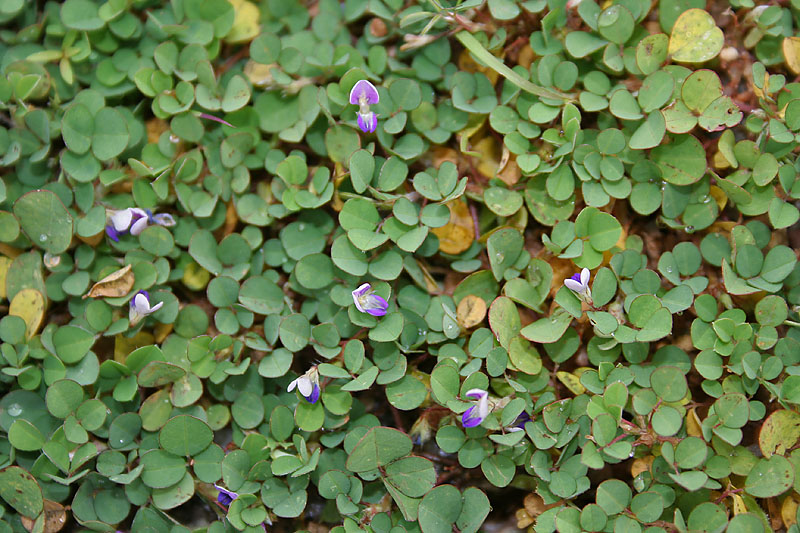